# Die Mars-Chroniken
Die Mars-Chroniken (im englischen Original: The Martian Chronicles) ist ein Buch des US-amerikanischen Schriftstellers Ray Bradbury. Es erschien 1950 im Verlag Doubleday. Das Buch ist eine in Romanform gebrachte Zusammenstellung von Kurzgeschichten, von denen einige schon zwischen 1946 und 1950 in diversen SF-Magazinen erschienen waren. Die deutsche Erstausgabe erschien 1972 in der Übersetzung von Thomas Schlück im Marion von Schröder Verlag. Die Mars-Chroniken gelten als Klassiker der Science Fiction.

## Inhalt
Die Mars-Chroniken beschreiben eine fiktive Kolonisierung des Planeten Mars in den Jahren 1999 bis 2026. Die Beschreibung stellt drei Phasen dar: Die ersten Raumfahrer treffen von der Erde zu Erkundungsmissionen auf dem Mars ein. Sie versuchen im Anschluss den Mars für eine Kolonisierung vorzubereiten, damit im weiteren Verlauf Menschen auf den Mars auswandern und Senioren dort ihren Lebensabend verbringen können. Schließlich veranlassen Kriegswirren auf der Erde die Marsbewohner, den Planeten zu verlassen, bis später die letzten Überlebenden eines Atomkriegs auf dem Mars Zuflucht suchen.
Januar 1999 bis April 2000: Verschiedene Raumfahrtmissionen machen sich auf den Weg zum Mars. Ihre Besatzungen verschwinden spurlos. Sie treffen auf Marsianer, die gegen Erdlinge mit Hilfe ihrer Fähigkeiten vorgehen.
Der Marsianer Yll tötet aus Eifersucht zwei Raumfahrer der ersten Mission: Seine Frau Ylla hatte mit ihren telepathischen Fähigkeiten die Reise der Astronauten vorausgesehen. Sie hegt starke romantische Gefühle für den Kapitän der Mission (so stark, dass ihr Ehemann die beiden Astronauten schließlich erschießt). Diese erste Begegnung zwischen Marsianern und den  Besuchern von der Erde gibt dem Leser den klarsten und unverstelltesten Blick auf die Gesellschaft der Marsianer. Der Leser sieht durch die Augen von Yll und ihrem Ehemann und erfährt, welche Namen die Marsianer für ihre Geräte benutzen, wie der Alltag der Marsianer aussieht. In den folgenden Teilen, der zweiten, dritten und vierten Mission, verschiebt sich die Perspektive immer mehr zu der menschlichen Sicht, der Sicht der Erdbewohner. Yll erzählt, wie der Missionskommandant sie in diesem Traum küsste.
Auf dem Mars gibt es eine Geisteskrankheit, die sich darin äußert, dass der Erkrankte Trugbilder erschafft. Der Kommandant der zweiten Mission wird als vermeintlich Erkrankter in eine Nervenheilanstalt eingewiesen, wo ihn der behandelnde Arzt zu seinem Wahnsinn beglückwünscht, da der Kommandant sowohl ein Raumschiff als auch eine Besatzung "erschaffen" kann. Der Arzt tötet den offenbar unheilbar Kranken. Als die Besatzung nicht verschwindet, erschießt er diese auch und anschließend sich selbst, im Glauben, ebenfalls infiziert zu sein.
Die dritte Marsmission wird von den Marsianern aktiv bekämpft. Die 16 Männer von der Erde landen in einem Gelände, das einer amerikanischen Kleinstadt aus dem Jahr 1926 entspricht. Zunächst müssen sie sich zurechtfinden und klären, ob sie nicht irrtümlich wieder auf der Erde gelandet sind, ob sie eine Zeitreise gemacht haben oder ob es schon früher heimliche Marsmissionen gab, deren Besatzung sich hier eine zweite Erde geschaffen hat. Noch bevor sie weitere Schlüsse ziehen können, trifft jeder der Besatzungsmitglieder in der Kleinstadt einen längst verstorbenen Verwandten oder Bekannten wieder, der ihn einlädt und bei dem er übernachtet. Die Kleinstadt ist jedoch lediglich eine Halluzination, geschaffen von den Marsianern aus den Erinnerungen und Wünschen der Erdlinge. Kein Mensch überlebt die Übernachtung.
Juni 2001: Die 20 Mann der vierten Expedition finden eine zusammengebrochene Mars-Zivilisation vor. Die Städte sind verlassen, in einigen liegen Tausende tote Marsianer. Der mitreisende Arzt macht die Todesursache aus: Windpocken. Eine der vergangenen drei Expeditionen muss diese Kinderkrankheit eingeschleppt haben. Dem Archäologen Jeff Spender missfällt das Benehmen seiner Kollegen: Die Mars-Zivilisation muss sehr friedfertig gewesen sein, seine Kollegen benehmen sich jedoch wie Barbaren. Er befürchtet, dass die Menschen zwar auf dem Planeten Mars ein neues Leben beginnen wollen, trotzdem aber alle Probleme der Menschheit mitbringen, so auch Gewalt und Krieg. Spender vertieft sich in die Hinterlassenschaften der Marsianer: ihre Kunst, Musik, Literatur. Er will die Ankunft der Menschen verzögern. Es kommt zur Konfrontation mit der Besatzung. Spender erschießt einige Besatzungsmitglieder, darunter Cherokee, einen Mann indianischer Abstammung. Von ihm erhoffte er vergeblich Verständnis für seine Befürchtungen: dass die Menschen sich anschicken, den Mars zu erobern wie bei der Kolonialisierung Amerikas. Kommandant Wilder, der durchaus Verständnis für Spender hat, erschießt ihn letztendlich doch.
August 2001 bis Februar 2002: Die ersten menschlichen Siedler rücken auf dem Mars vor. Sie verwandeln den Marsboden in grüne Wiesen und Wälder – Setzlinge und Samen hatten sie dazu von der Erde mitgebracht. Die ersten Bergarbeiterstädte entstehen. Die Menschen richten es sich häuslich ein: 90.000 Menschen bewohnen die Marskolonien.
August 2002: Der Mensch Tomas Gomez und der Marsianer Muhe Ca treffen sich mit ihren Fahrzeugen auf einsamer Strecke. Sie können sich zwar auf Englisch verständigen, doch sie verstehen sich nicht: Bei der Begrüßung mit Handschlag greifen ihre Hände wie durch Nebel durch den Anderen hindurch. Jeder der beiden sieht die eigene Zivilisation noch am Leben und die des Anderen zerstört oder nicht vorhanden. Es ist ein Treffen zweier Zivilisationsangehöriger aus unterschiedlichen Zeiten. Sie möchten einander näher kennenlernen, doch sie wissen, dass dies jenseits ihrer Erfahrungsmöglichkeiten ist.
Oktober 2002 bis Juni 2003: Nach den ersten Siedlern kommen alle möglichen anderen Menschen, überwiegend US-Amerikaner, zum Mars, während auf der Erde Kriege drohen oder ausbrechen. Die Amerikaner kopieren ihre Heimat: Manche Stadt auf dem Mars sieht aus, als läge sie in Iowa. Dann kommen die auf der Erde Ausgegrenzten und Erniedrigten zum Mars: Die Schwarzen wandern aus den USA aus. Zurück bleiben Weiße, die nun die Dienste und Handlangerarbeiten der vormals Erniedrigten selbst machen müssen.
2004 bis 2005: Der Mars wird zum Reiseziel für Wohlhabende. Gesetze und Bürokratie halten Einzug.
William Stendahl ist ein Freund der fantastischen Literatur, die auf der Erde seit 1975 verboten ist. Er lässt sich auf dem Mars ein Spukschloss bauen, in dem fantastische Träume ausgelebt werden können. Doch er wartet nur auf die Behördenvertreter, die das Schloss wieder einreißen werden. Während eines Maskenballs werden alle Gegner der Meinungsfreiheit, Zensoren und Bücherverbrenner sowie der Behördenvertreter von ihm umgebracht. Das Schloss fällt daraufhin zusammen.
Der Mars ist nun so lebensfreundlich, dass auch alte Menschen übersiedeln. Das alte Ehepaar LaFarge verbringt den Lebensabend auf dem Mars und meint, in einem Marsianer ihren auf der Erde gestorbenen Sohn Tom wiederzuerkennen. Der Marsianer nimmt diejenige Gestalt an, die die Menschen in ihm zu sehen wünschen. Als das Ehepaar mit Tom in die Stadt geht, nimmt das Drama seinen Lauf: Jeder sieht in dem Marsianer einen anderen, jeder möchte ihn für sich behalten. Am Ende stirbt der Marsianer abgekämpft.
Die Menschen auf dem Mars hören Gerüchte eines sich ankündigenden Atomkriegs auf der Erde. Manche machen sich bereit, in ihre Heimat zurückzukehren, um den Zurückgebliebenen zu helfen. Sam Parkhill von der Mannschaft der vierten Marsmission betreibt die erste Würstchenbude auf dem Mars. Er macht Bekanntschaft mit Marsianern, die ihm die Landrechte des halben Mars vermachen. Er fühlt sich wie Krösus, erkennt aber, dass ihm das Land nichts bringt: Mit anderen beobachtet er eine brennende Erde am Firmament. Der Atomkrieg ist ausgebrochen. Die Länder der Erde rufen um Hilfe, die Marskolonisten folgen. Der Mars entvölkert sich. Nur eine Handvoll Menschen, die von der Rückreisewelle nichts mitbekommen haben, bleiben zurück.
2026: Mr. Hathaway, der Arzt der vierten Marsmission, vollführt täglich das Ritual, mit Frau und drei Kindern den Himmel nach einem Raumschiff von der Erde abzusuchen. Die Rückreisewelle hat er verpasst. Doch zunächst kommt Captain Wilder von einer 20-jährigen Jupitermission zurück – auch er ohne Nachricht von der Erde. Wilder ist irritiert, da im Gegensatz zu Hathaway Frau und Kinder nicht gealtert sind. Hathaway stirbt an Herzversagen und Wilder bekommt bestätigt, dass die anderen vier Familienmitglieder Androiden sind. Hathaway hatte sich diese gebaut, nachdem seine Angehörigen 2007 an einem Virus gestorben sind. Wilder lässt die Androiden auf dem Mars zurück, die seitdem das tägliche Ritual unablässig fortführen.
Die Zivilisation der Erde wurde durch einen Atomkrieg ausgelöscht. Doch wenige Familien konnten sich mit ihren Raumfähren auf den Mars retten. William Thomas hat die Flucht auf den Mars als Familienausflug getarnt. Auf dem roten Planeten erklärt er sich der Familie: Sie werden nie zur Erde zurückkehren. Die Raumfähre zerstört er. Nun hoffen sie, dass auch die anderen Familien eintreffen. Als die Kinder vom Vater die versprochenen Marsianer gezeigt haben wollen, deutet dieser auf die Spiegelbilder ihrer Köpfe im Wasser. Die Erde ist nicht mehr bewohnbar. Die Menschen auf dem Mars sind nun Marsianer.

## Kritik
Isaac Asimov erklärte: „Auch wenn alles andere, was er geschrieben hat, verschwände, wäre Bradbury allein schon wegen der ‚Mars-Chroniken‘ eine wichtige Figur in der Geschichte der Science-Fiction.“
Federico Fellini äußerte: „Ich glaube, ich habe alles gelesen, was Ray Bradbury je geschrieben hat. Die ‚Mars-Chroniken‘ wollte ich verfilmen, seit ich das Buch gelesen habe. Ich bin ein Science-Fiction-Fan. Eigentlich interessieren mich nur übernatürliche und phantastische Geschichten. Das ist meine Religion.“

## Verfilmung
Das Buch wurde 1979 als dreiteilige Mini-Serie verfilmt, die allerdings stark von der Vorlage abwich. Die einzelnen Filme hatten eine Länge von ca. 94 Minuten. Aufgrund der öffentlichen Kritik von Ray Bradbury, der das Drehbuch zunächst gemeinsam mit Richard Matheson schrieb, dann aber aus dem Projekt ausstieg, verschob man den Start der Serie vom September 1979 auf den Januar 1980.
| Originaltitel   | deutscher Titel  | deutsche Erstausstrahlung ZDF | Länge der ZDF-Fassung |
| --------------- | ---------------- | ----------------------------- | --------------------- |
| The Expeditions | Die Expeditionen | 3. April 1983                 | 90 Min.               |
| The Settlers    | Die Kolonisten   | 4. April 1983                 | 77 Min.               |
| The Martians    | Die Marsianer    | 6. April 1983                 | 84 Min.               |

### Darsteller und Sprecher
| Rolle                 | Darsteller           | Deutscher Sprecher                     |
| --------------------- | -------------------- | -------------------------------------- |
| Col. John Wilder      | Rock Hudson          | Gert-Günther Hoffmann                  |
| Ruth Wilder           | Gayle Hunnicutt      | Katrin Schaake                         |
| Major Jeff Spender    | Bernie Casey         | Dieter B. Gerlach                      |
| Ben Driscoll          | Christopher Connelly | Claus Wilcke                           |
| Cmdr. Arthur Black    | Nicholas Hammond     | Peter Buchholz                         |
| Father Stone          | Roddy McDowall       | Joachim Richert                        |
| Sam Parkhill          | Darren McGavin       | Günther Jerschke                       |
| Genevieve Seltzer     | Bernadette Peters    | Astrid Kollex                          |
| Anna Lustig           | Maria Schell         | Maria Schell                           |
| Elma Parkhill         | Joyce Van Patten     |                                        |
| Father Peregrine      | Fritz Weaver         | Herbert Stass                          |
| David Lustig          | Michael Anderson Jr. | Andreas von der Meden                  |
| General Halstead      | Robert Beatty        | Gottfried Kramer                       |
| „Christus“            | Jon Finch            | (in der deutschen Fassung geschnitten) |
| weiser Marsianer      | Terence Longdon      |                                        |
| Peter Hathaway        | Barry Morse          | Wolf Rahtjen                           |
| Alice Hathaway        | Nyree Dawn Porter    | Renate Pichler                         |
| Lafe Lustig           | Wolfgang Reichmann   | Wolfgang Reichmann                     |
| Sam Hinston           | Vadim Glowna         | Vadim Glowna                           |
| Edward Black          | Anthony Pullen Shaw  | Michael Harck                          |
| Erzähler              | Phil Brown           | Friedrich Schütter                     |
| Stimme des Marsianers |                      | Hans Paetsch                           |

### Kritik
Das Lexikon des Science Fiction Films urteilte: „Der angeblich mit großem Aufwand produzierte Film krankt zudem an extremer Schlampigkeit: Die Tricks sind kindisch und auf den ersten Blick durchsichtig, die Dekoration einfallslos und lächerlich. Das Verhalten der Charaktere … ist naiv und unglaubwürdig: Wenn sie nicht gerade platte Dialoge aufsagen, latschen sie wie Schlafwandler herum, werfen aufgesetzt wirkende, verwunderte Blicke um sich und tun so, als könnte Grimassenschneiderei Mimik ersetzen. Die mit großen Vorschußlorbeeren bedachte Produktion entpuppte sich als Rohrkrepierer: Ray Bradbury bezeichnete sie als Beleidigung des denkenden Menschen.“

### Veröffentlichungen
1992 erschien ein Zusammenschnitt der Mini-Serie auf Video unter dem Titel Die Reise zum Mars, der von viereinhalb auf ca. zweieinhalb Stunden gekürzt worden war. 2011 erschien die Serie ungekürzt in Deutschland auf DVD bei Koch Media. 2021 folgte eine Neuauflage bei Pidax mit restauriertem Bild und Ton. Die ursprünglich nicht synchronisierten Szenen sind im Original mit Untertitel zu sehen.

### Trivia
In den 1980er Jahren sendete das ZDF während der Sendepausen am frühen Nachmittag jeweils einen zweieinhalbminütigen englisch- und deutschsprachigen Ausschnitt dieser Serie als Trailer für den neu eingeführten Zweikanalton: Zu sehen war die Frühstückstisch-Szene der Familie Lustig – mit Maria Schell und Wolfgang Reichmann – in der Lafe Lustig den vermeintlich zurückgekehrten Sohn David konfrontiert. Dabei fallen unter anderen die die Worte: "Du bist nicht David".

## Weiteres
In einer englischen Ausgabe aus dem Jahr 1997 ist der Zeitraum der Kolonisation um 31 Jahre auf 2030 bis 2057 verschoben.
Im Juni 2008 erschien im Diogenes Verlag eine revidierte Übersetzung der von Ray Bradbury durchgesehenen und aktualisierten Mars-Chroniken aus dem Jahr 1997. Diese Ausgabe enthält mehrere neue Kurzgeschichten.
2015 verfasste der Theater- und Hörfunk-Autor Christoph Tiemann eine Bühnenfassung, die von Alban Renz in Münster inszeniert und mit "Cactus Junges Theater" aufgeführt wurde.

## Bibliografie

### Ausgaben
- US-Erstausgabe: The Martian Chronicles. Doubleday, 1950
- UK-Erstausgabe: The Silver Locusts. Hart-Davis, 1951 (weicht textlich von der US-Ausgabe ab; enthält The Fire Balloons; Carnival of Madness/Usher II fehlt)
- The Martian Chronicles. Bantam Books, 1951 (ab dieser Ausgabe Titel der Erzählungen mit Zeitangaben).
- The Martian Chronicles. Book-of-the-Month Club, 2001, ISBN 0-9650174-6-X (in dieser Ausgabe wurden die Zeitangaben 31 Jahre nach vorne gesetzt).
- The Martian Chronicles: The Complete Edition. Subterranean Press & PS Publishing, 2009, ISBN 978-1-59606-286-3 (limitierte Luxusausgabe mit zusätzlichem Material).

Deutsche Ausgaben
- Mars-Chroniken. Übersetzt von Thomas Schlück. Marion von Schröder (Science Fiction & Fantastica), 1972, ISBN 3-547-71505-9.
- Die Mars-Chroniken. Übersetzt von Thomas Schlück. Heyne Science Fiction & Fantasy #3410, 1974, ISBN 3-453-30280-X.
- Die Mars-Chroniken. Übersetzt von Thomas Schlück und Alfons Barth. Diogenes (detebe #20863), 1981, ISBN 3-257-20863-4.
- Die Mars-Chroniken. Übersetzt von Thomas Schlück u. a. Diogenes, 2008, ISBN 978-3-257-06653-1.

### Einzelerzählungen
- The Watchers (auch: November 2005: The Watchers, 1951; auch: November 2036: The Watchers, 2001)
  - Deutsch: Die Zuschauer. Auch als: November 2005: Die Zuschauer. In: Ray Bradbury: Mars-Chroniken. 1972. Auch als: November 2036: Die Zuschauer. In: Ray Bradbury: Die Mars-Chroniken. 2008.
- The Million Year Picnic (in: Planet Stories, Summer 1946; auch: October 2026: The Million-Year Picnic, 1951; auch: October 2057: The Million-Year Picnic, 2001)
  - Deutsch: Oktober 2026: Das ewige Picknick. In: Ray Bradbury: Mars-Chroniken. 1972. Auch als: Oktober 2026: Das Jahrmillionen-Picknick. In: Ray Bradbury: Die Mars-Chroniken. 1981. Auch als: Oktober 2057: Das unendliche Picknick. In: Ray Bradbury: Die Mars-Chroniken. 2008. Auch als: Das Millionen-Jahre-Picknick. In: Ray Bradbury: S is for Space: Meisterhafte Storys. 2017.
- Interim (1947, in: Ray Bradbury: Dark Carnival; auch: February 2003: Interim, 1951; auch: The Interim, 2009; auch: February 2034: Interim, 2001)
  - Deutsch: Februar 2003: Interim. In: Ray Bradbury: Mars-Chroniken. 1972. Auch als: Februar 2034: Interim. In: Ray Bradbury: Die Mars-Chroniken. 2008.
- Rocket Summer (in: Planet Stories, Spring 1947; auch: January 1999: Rocket Summer, 1951; auch: January 2030: Rocket Summer, 2001)
  - Deutsch: Januar 1999: Raketensommer. In: Ray Bradbury: Mars-Chroniken. 1972. Auch als: Januar 2030: Raketensommer. In: Ray Bradbury: Die Mars-Chroniken. 2008.
- … and the Moon Be Still As Bright (in: Thrilling Wonder Stories, June 1948; auch: June 2001: And the Moon Be Still As Bright, 2003; auch: June 2032: —And the Moon Be Still As Bright, 2001)
  - Deutsch: Juni 2001: Und schien der Mond mit aller Pracht. In: Ray Bradbury: Mars-Chroniken. 1972. Auch als: Juni 2001: Scheint der Mond in heller Pracht. In: Ray Bradbury: Die Mars-Chroniken. 1974. Auch als: Juni 2001: … so hell des Mondes Pracht. In: Ray Bradbury: Die Mars-Chroniken. 1981. Auch als: Juni 2032: …so hell des Mondes Pracht. In: Ray Bradbury: Die Mars-Chroniken. 2008.
- The Earth Men (in: Thrilling Wonder Stories, August 1948; auch: August 1999: The Earth Men, 1951; auch: August 2030: The Earth Men, 2001)
  - Deutsch: August 1999: Die Männer von der Erde. In: Ray Bradbury: Mars-Chroniken. 1972. Auch als: August 2030: Die Männer von der Erde. In: Ray Bradbury: Die Mars-Chroniken. 2008.
- Mars Is Heaven! (in: Planet Stories, Fall 1948; auch: The Third Expedition, 1950; auch: April 2000: The Third Expedition, 1951; auch: The Third Expedition: April 2000, 2000; auch: April 2031: The Third Expedition, 2001)
  - Deutsch: April 2000: Die Dritte Expedition. In: Ray Bradbury: Mars-Chroniken. 1972. Auch als: April 2031: Die dritte Expedition. In: Ray Bradbury: Die Mars-Chroniken. 2008. Auch als: Der Himmel auf dem Mars. In: Robert Silverberg (Hrsg.): Science Fiction Hall of Fame 2: Die besten Storys 1948–1963. Golkonda (Allgemeine Reihe #156), 2018, ISBN 978-3-944720-56-2.
- The Off Season (in: Thrilling Wonder Stories, December 1948; auch: November 2005: The Off Season, 1951; auch: November 2036: The Off Season, 2001)
  - Deutsch: November 2005: Schlechte Saison. In: Ray Bradbury: Mars-Chroniken. 1972. Auch als: November 2036: Schlechte Saison. In: Ray Bradbury: Die Mars-Chroniken. 2008.
- Dwellers in Silence (in: Planet Stories, Spring 1949; auch: The Long Years, 1950; auch: April 2026: The Long Years, 1951; auch: April 2057: The Long Years, 2001)
  - Deutsch: April 2026: Die langen Jahre. In: Ray Bradbury: Mars-Chroniken. 1972. Auch als: April 2057: Die langen Jahre. In: Ray Bradbury: Die Mars-Chroniken. 2008.
- Impossible (in: Super Science Stories, November 1949; auch: The Martian, 1951; auch: September 2005: The Martian, 1951; auch: September 2036: The Martian, 2001)
  - Deutsch: September 2005: Der Marsianer. In: Ray Bradbury: Mars-Chroniken. 1972. Auch als: September 2036: Der Marsianer. In: Ray Bradbury: Die Mars-Chroniken. 2008.
- The Spring Night (in: The Arkham Sampler, Winter 1949; auch: The Summer Night, 1951; auch: August 1999: The Summer Night, 1951; auch: August 2030: Summer Night, 2001)
  - Deutsch: August 1999: Die Sommernacht. In: Ray Bradbury: Mars-Chroniken. 1972. Auch als: August 2030: Die Sommernacht. In: Ray Bradbury: Die Mars-Chroniken. 2008.
- The Green Morning (1950, in: Ray Bradbury: The Martian Chronicles; auch: December 2001: The Green Morning, 1951; auch: December 2032: The Green Morning, 2001)
  - Deutsch: Dezember 2001: Der grüne Morgen. In: Ray Bradbury: Mars-Chroniken. 1972. Auch als: Dezember 2032: Der grüne Morgen. In: Ray Bradbury: Die Mars-Chroniken. 2008.
- The Locusts (1950, in: Ray Bradbury: The Martian Chronicles; auch: February 2002: The Locusts, 1951; auch: February 2033: The Locusts, 2001)
  - Deutsch: Februar 2002: Die Heuschrecken. In: Ray Bradbury: Mars-Chroniken. 1972. Auch als: Februar 2033: Die Heuschrecken. In: Ray Bradbury: Die Mars-Chroniken. 2008.
- The Luggage Store (1950, in: Ray Bradbury: The Martian Chronicles; auch: November 2005: The Luggage Store, 1951; auch: November 2036: The Luggage Store, 2001)
  - Deutsch: November 2005: Der Gepäckladen. In: Ray Bradbury: Mars-Chroniken. 1972. Auch als: November 2036: Der Kofferladen. In: Ray Bradbury: Die Mars-Chroniken. 2008.
- The Musicians (1950, in: Ray Bradbury: The Martian Chronicles; auch: April 2003: The Musicians, 1951; auch: April 2034: The Musicians, 2001)
  - Deutsch: April 2003: Die Musiker. In: Ray Bradbury: Mars-Chroniken. 1972. Auch als: April 2034: Die Musiker. In: Ray Bradbury: Die Mars-Chroniken. 2008.
- The Naming of Names (1950, in: Ray Bradbury: The Martian Chronicles; auch: 2004-05: The Naming of Names, 1951; auch: 2035-2036: The Naming of Names, 2001)
  - Deutsch: 2004-2005: Die Namen. In: Ray Bradbury: Mars-Chroniken. 1972. Auch als: 2004-2005: Das Nennen der Namen. In: Ray Bradbury: Die Mars-Chroniken. 1981. Auch als: 2035 – 2036: Das Nennen der Namen. In: Ray Bradbury: Die Mars-Chroniken. 2008.
- Night Meeting (1950, in: Ray Bradbury: The Martian Chronicles; auch: August 2002: Night Meeting, 1951; auch: August 2033: Night Meeting, 2001)
  - Deutsch: August 2002: Nächtliche Begegnung. In: Ray Bradbury: Mars-Chroniken. 1972. Auch als: August 2033: Nächtliche Begegnung. In: Ray Bradbury: Die Mars-Chroniken. 2008.
- The Old Ones (1950, in: Ray Bradbury: The Martian Chronicles; auch: August 2005: The Old Ones, 1951; auch: August 2036: The Old Ones, 2001)
  - Deutsch: August 2005: Die Alten. In: Ray Bradbury: Mars-Chroniken. 1972. Auch als: August 2036: Die Alten. In: Ray Bradbury: Die Mars-Chroniken. 2008.
- The Settlers (1950, in: Ray Bradbury: The Martian Chronicles; auch: August 2001: The Settlers, 1951; auch: August 2032: The Settlers, 2001)
  - Deutsch: August 2001: Die Siedler. In: Ray Bradbury: Mars-Chroniken. 1972. Auch als: August 2032: Die Siedler. In: Ray Bradbury: Die Mars-Chroniken. 2008.
- The Shore (1950, in: Ray Bradbury: The Martian Chronicles; auch: October 2002: The Shore, 1951; auch: October 2033: The Shore, 2001)
  - Deutsch: Oktober 2002: Das Ufer. In: Ray Bradbury: Mars-Chroniken. 1972. Auch als: Oktober 2033: Das Ufer. In: Ray Bradbury: Die Mars-Chroniken. 2008.
- The Silent Towns (1950, in: Ray Bradbury: The Martian Chronicles; auch: December 2005: The Silent Towns, 1951; auch: December 2036: The Silent Towns, 2001)
  - Deutsch: Dezember 2005: Die leeren Städte. In: Ray Bradbury: Mars-Chroniken. 1972. Auch als: Dezember 2005: Die stummen Städte. In: Ray Bradbury: Die Mars-Chroniken. 1981. Auch als: Dezember 2036: Die stummen Städte. In: Ray Bradbury: Die Mars-Chroniken. 2008.
- The Taxpayer (1950, in: Ray Bradbury: The Martian Chronicles; auch: March 2000: The Taxpayer, 1951; auch: March 2031: The Taxpayer, 2001)
  - Deutsch: März 2000: Der Steuerzahler. In: Ray Bradbury: Mars-Chroniken. 1972. Auch als: März 2031: Der Steuerzahler. In: Ray Bradbury: Die Mars-Chroniken. 2008.
- There Will Come Soft Rains (in: Collier’s, May 6, 1950; auch: August 2026: There Will Come Soft Rains, 1951; auch: August 2057: There Will Come Soft Rains, 2001)
  - Deutsch: Es werden kommen leise Regen. In: Utopia-Science-Fiction-Magazin, #6. Pabel, 1957. Auch als: August 2026: Es werden kommen leise Regen. In: Ray Bradbury: Mars-Chroniken. 1972. Auch als: August 2026: Sanfte Regen werden kommen. In: Ray Bradbury: Die Mars-Chroniken. 1981. Auch als: Sanfter Regen wird fallen. In: Josh Pachter (Hrsg.): Top Science Fiction: Dritter Teil. Heyne Science Fiction & Fantasy #4654, 1990, ISBN 3-453-03918-1. Auch als: August 2057: Sanfte Regen werden kommen. In: Ray Bradbury: Die Mars-Chroniken. 2008.
- Carnival of Madness (in: Thrilling Wonder Stories, April 1950; auch: Usher II, 1952; auch: April 2005: Usher II, 1951; auch: April 2036: Usher II, 2001)
  - Deutsch: April 2005: Usher II. In: Ray Bradbury: Mars-Chroniken. 1972. Auch als: April 2005: Ascher II. In: Ray Bradbury: Die Mars-Chroniken. 1974. Auch als: April 2036: Usher II. In: Ray Bradbury: Die Mars-Chroniken. 2008.
- Way in the Middle of the Air (1950, in: Ray Bradbury: The Martian Chronicles; auch: June 2003: Way in the Middle of the Air, 1951; auch: Way Up in the Middle of the Air, 1985)
  - Deutsch: Juni 2003: Mit dem Kopf in den Wolken. In: Ray Bradbury: Mars-Chroniken. 1972. Auch als: Juni 2003: Da oben, mitten in der Luft. In: Ray Bradbury: Die Mars-Chroniken. 1981. Auch als: Juni 2034: Da oben, mitten in der Luft. In: Ray Bradbury: Die Mars-Chroniken. 2008.
- I’ll Not Look for Wine (in: Maclean’s, January 1950; auch: Ylla, 1966; auch: The Martian Chronicles, 1996; auch: February 1999: Ylla, 1951; auch: February 2030: Ylla, 2001)
  - Deutsch: Februar 1999: Ylla. In: Ray Bradbury: Mars-Chroniken. 1972. Auch als: Ylla. In: Wolfgang Jeschke (Hrsg.): Fernes Licht. Heyne Science Fiction & Fantasy #2100, 2000, ISBN 3-453-17117-9. Auch als: Februar 2030: Ylla. In: Ray Bradbury: Die Mars-Chroniken. 2008.
- The Fire Balloons (1951, in: Ray Bradbury: The Illustrated Man; auch: In This Sign, 1953; auch: „In This Sign …“; auch: November 2002: The Fire Balloons, 1956; auch: November 2033: The Fire Balloons, 2001)
  - Deutsch: Die Feuerballons. In: Ray Bradbury: Der illustrierte Mann. 1962. Auch als: November 2033: Die Feuerballons. In: Ray Bradbury: Die Mars-Chroniken. 2008.
- The Wilderness (in: The Magazine of Fantasy and Science Fiction, November 1952; auch: May 2003: The Wilderness, 1979; auch: May 2034: The Wilderness, 2001)
  - Deutsch: Die Wildnis. In: Ray Bradbury: Geh’ nicht zu Fuß durch stille Straßen. 1970. Auch als: Mai 2034: Die Wildnis. In: Ray Bradbury: Die Mars-Chroniken. 2008.